# Серія Fate
Серія Fate — сукупність продуктів студії TYPE-MOON, які оповідають про Війни Святого Грааля. Під час цих особливих подій Майстри, зазвичай вибрані з числа магів, закликають Слуг, Героїчних Душ, і б'ються між собою до останньої пари, яка наприкінці отримує Святий Грааль. Серія почалася з візуальної новели Fate/stay night, і з тих пір сильно розширилася за рахунок передісторії, продовжень, спін-оффів й адаптацій, що носять ім'я «Fate».

## Історія
- Fate/stay night — 2004
- Take-Moon — 2004
- Fate/hollow ataraxia — 2005
- Fate/stay night (аніме) — 2006
- Fate/stay night (манґа) — 2006
- Fate/Zero — 2006
- Fate/tiger colosseum — 2007
- Fate/kaleid liner PRISMA ☆ ILLYA — 2007
- Fate/unlimited codes — 2008
- Fate/strange fake — 2008
- Fate/kaleid liner PRISMA ☆ ILLYA 2wei! — 2009
- Fate/Extra — 2010
- Fate/stay night: Unlimited Blade Works (повнометражний фільм) — 2010
- Fate/Zero (манґа) — 2011
- Carnival Phantasm — 2011
- Fate/Prototype — 2011
- Fate/Zero (аніме) — 2011
- Fate/Apocrypha — 2012
- Fate/kaleid liner PRISMA ☆ ILLYA 3rei!! — 2012
- Fate/Extra CCC — 2013
- Fate/kaleid liner PRISMA ☆ ILLYA (аніме) — 2013
- Fate/kaleid liner PRISMA☆ILLYA 2wei! (аніме) — 2014
- Fate/stay night: Unlimited Blade Works — 2014
- Fate/kaleid liner PRISMA☆ILLYA 2wei! Herz — 2015
- Fate/strange fake — 2015
- Fate/Grand Order — 2015
- Fate/Extella — 2016
- Fate/stay night: Heaven's Feel — 2017
- Fate/Extra: Last Encore   — 2017
- Fate/Apocrypha  (аніме) — 2017
- Fate/Grand Order (аніме) — 2017

## Взаємозв'язок
Fate/Zero, Fate/stay night і Fate/hollow ataraxia безпосередньо пов'язані, тому що перебувають в одному і тому ж всесвіті. Сюжети Fate/Extra, Fate/Extra CCC і Fate/Apocrypha відбуваються в схожих світах, історія яких відхилилася від часової лінії Fate/stay night в різних точках.